# San Felipe del Progreso
San Felipe del Progreso est une ville de l'État de Mexico au Mexique située à 90 km au nord de la ville de Toluca, autrefois nommée San Felipe Ixtlahuaca, San Felipe el Grande et San Felipe del Obraje. Sa superficie est de 856 km², ce qui en fait la seconde municipalité de l'État de Mexico.

## Histoire
Il existe des indices de peuplement de la région dès le VIIe siècle par les Indiens Mazahuas. Elle fut ensuite conquise dès 1379 par les souverains aztèques, Acamapichtli et Tezozomochtli. Comme la route allant de Mexico à Morelia traverse San Felipe, les lieux furent rapidement explorés par les Conquistadors espagnols, dès 1522, puis colonisés dès 1529. La première grande estancia, sur le territoire de l'actuel San Felipe, fut celle de Juan de Cuevas en 1540.
Le 27 octobre 1810, lors de sa marche sur Mexico, le père de la nation mexicaine, Miguel Hidalgo, traversa la ville, alors nommée San Felipe del Obraje. Il y fut accueilli en héros et en libérateur par les créoles et les Indiens dont nombre se joignirent à son mouvement insurrectionnel. À partir de cette date la ville fut la cible des troupes royalistes menées successivement par Agustín de Iturbide et Félix María Calleja del Rey. On y trouve aujourd'hui une maison dans laquelle Hidalgo aurait résidé, reconvertie en petit musée. Ce musée est surnommé « La pequeña Francia » (La petite France) en raison de l'admiration qu'avait Hidalgo pour les idées des Lumières ainsi que pour la Révolution française dont il se serait inspiré.
C'est sous son nom hispanique original de San Felipe del Obraje que la ville devint une commune de l'État de Mexico le 1er janvier 1826, par le décret numéro 36 de l'assemblée constitutive de cet État. Son nom actuel de San Felipe del Progreso ne lui fut donné que le 13 octobre 1877, par décret du gouverneur de l'État de Mexico, le général Juan N. Mirafuentes.

## Source
- (es) San Felipe del Progreso sur Enciclopedia de los Municipios de México.